# Пампанейра
Пампанейра (на испански: Pampaneira) е населено място и община в Испания. Намира се в провинция Гранада, в състава на автономната област Андалусия. Общината влиза в състава на района (комарка) Алпухара Гранадина. Заема площ от 18 km². Населението му е 356 души (по данни от 2010 г.).